# الحميدة (البيضاء)
الحميده هي إحدى قرى الجمهورية اليمنية. وهي تتبع جغرافيًا لمحافظة البيضاء. وإداريًا لمديرية العرش. يبلغ تعداد سكانها 1636 نسمة  حسب التعداد السكاني لعام 2004.